# Сердюк Ігор Дмитрович
Сердю́к І́гор Дми́трович — учасник Афганської війни 1979–1989 років, підполковник у відставці.
Голова чернігівського обласного осередку Всеукраїнської громадської організації «Ніхто крім нас».
Брав активну участь у подіях Євромайдану, Афганська сотня.

## Нагороди
- орден «За мужність III» ступеня (13.2.2015)